# Robert H. Snyder
Robert H. Snyder (* 13. Juli 1855; † 17. November 1905) war ein US-amerikanischer Politiker. Zwischen 1896 und 1900 war er Vizegouverneur des Bundesstaates Louisiana.

## Werdegang
Die Quellenlage über Robert Snyder ist sehr schlecht. Sicher ist, dass er zumindest zeitweise in St. Joseph im Tensas Parish lebte und Mitglied der Demokratischen Partei wurde. Er gab von 1886 bis 1895 die Zeitung Tensas Gazette heraus. Zwischen 1890 und 1896 sowie nochmals von 1904 bis zu seinem Tod saß er als Abgeordneter im Repräsentantenhaus von Louisiana. Ab 1904 war er auch Speaker dieser Kammer. 1895 wurde er an der Seite von Murphy J. Foster zum Vizegouverneur von Louisiana gewählt. Dieses Amt bekleidete er zwischen 1896 und 1900. Dabei war er Stellvertreter des Gouverneurs und Vorsitzender des Staatssenats. Im Jahr 1900 wurde er nicht wiedergewählt. Er starb am 17. November 1905 und wurde in Natchez im Staat Mississippi beigesetzt.